# آدم زرقان
آدم زرقان مواليد 6 يناير 2000 في سطيف، هو لاعب كرة قدم جزائري، يلعب كلاعب وسط مع نادي رويال شارلروا شارك مع منتخب الجزائر تحت 23 سنة لكرة القدم.

## وصلات خارجية
- آدم زرقان على موقع قاعدة بيانات كرة القدم.إي يو (الإنجليزية)
- آدم زرقان على موقع ناشيونال فوتبول تيمز (الإنجليزية)
- آدم زرقان على موقع Soccerway.com (الإنجليزية)
- آدم زرقان على موقع عالم كرة القدم.نت (الإنجليزية)